# Micrixalus elegans
Espèce
Synonymes
- Philautus elegans Rao, 1937

Statut de conservation UICN

 DD  : Données insuffisantes
Micrixalus elegans est une espèce d'amphibiens de la famille des Micrixalidae.

## Répartition
Cette espèce est endémique d'Inde. Elle se rencontre au Karnataka dans les districts de Hassan et de Kodagu et au Kerala dans le district de Kannur à une altitude d'environ 200 m dans les Ghâts occidentaux,,.

## Description
La femelle néotype mesure 21,0 mm.

## Publication originale
- Rao, 1937 : On some new forms of Batrachia from south India. Proceedings of the Indian Academy of Sciences, sér. B, vol. 6, p. 387-427.